# 土墩式汉墓群
土墩式汉墓群，又名徐大塘墓群，位于中国安徽省合肥市肥东县店埠镇，遍布徐大塘、马场、韦松棵和高场地等村落，是一批汉代、隋代及唐代古墓葬群，2001年入选第三批肥东县文物保护单位。
土墩式汉墓群现存7个封土堆，曾发掘出10个土坑墓及砖室墓，有汉代的青铜剑、陶质盂，隋唐时期的青瓷虎子和青釉罐等文物。